# Marius Daniel Popescu
Pour les articles homonymes, voir Popescu.
Marius Daniel Popescu, né le 10 juin 1963 à Craiova (Roumanie), est un écrivain et poète vaudois.

## Biographie
Marius Daniel Popescu fait des études supérieures à la Faculté de sylviculture de l’Université de Brașov. Parallèlement, il commence sa carrière littéraire en publiant des poèmes et des articles dans une revue estudiantine de Brasov. À la chute du régime de Ceausescu, il fonde l'hebdomadaire Replica, qu'il dirige jusqu'à son départ pour la Suisse en 1990. 
Marius Daniel Popescu s'installe à Lausanne où il gagne sa vie en travaillant comme conducteur de bus. Après avoir collaboré au journal Le Passe-Muraille, il crée en 2004 Le Persil, un journal littéraire ouvert aux jeunes talents et écrivains confirmés de la Suisse romande. 
Ses deux premiers recueils de poèmes écrits en français, 4x4 poèmes tout-terrains (1995) et Arrêts déplacés (2004), sont édités chez Antipodes (Suisse). En 2007 et 2012, Marius Daniel Popescu publie chez José Corti La Symphonie du loup et Les Couleurs de l'hirondelle, romans dans lesquels il fait dialoguer son vécu en Roumanie et sa vie actuelle en Suisse romande. Ses écrits ont remporté divers prix, parmi lesquels le Prix Robert Walser et le Prix fédéral de littérature. En 2016, Popescu publie chez BSN Press un troisième recueil de poésie, Vente silencieuse, qui inclut une réédition de 4x4 poèmes tout-terrains. 
En 2018, le président de la Roumanie décore Marius Daniel Popescu avec l'Ordre du mérite culturel, au grade de Chevalier dans la catégorie littérature, en reconnaissance pour sa contribution importante à la création littéraire roumaine et pour son apport aux relations culturelles entre la Roumanie et la Suisse. 

### Poésie
- 4x4 poèmes tout-terrains, Lausanne, Éditions Antipodes, 1995, 113 p.  (ISBN 2-940146-01-2)
- Arrêts déplacés, Lausanne, Éditions Antipodes, 2004, 139 p.  (ISBN 2-940146-48-9)

- Prix Rilke 2006
- Vente silencieuse, Lausanne, BSN Press, 2016.

- Recueils de poésie édités en Roumanie:

Jucării de lemn, Brasov, Unicorn 91, 1992
Fotograful de muște, Vlasie, 1993
Etajul 5, la vară, Arhipelag, 1994
Groapa de nisip și leagăne, Magister, 1997

### Romans
- La Symphonie du loup, Paris, Éditions José Corti, 2007, 400 p.  (ISBN 978- 2-7143-0954-9)

- Prix Robert Walser 2008
- Prix culturel vaudois de littérature 2008
- traduction roumaine parue en 2009: Simfonia lupului, Humanitas
- traduction allemande parue en 2013: Die Wolfssymphonie, Engeler Verlag  (ISBN 978-3-906050-03-4)
- traduction espagnole parue en 2013: La sinfonia del lobo, Nocturna Ediciones
- Les Couleurs de l'hirondelle, Paris, Éditions José Corti, 2012, 208 p.  (ISBN 978- 2-7143-1072-9)

- Grand Prix Littéraire du Web 2012 (Prix spécial du jury)
- Prix de l'Inaperçu 2012
- Prix fédéral de littérature 2012
- traduction roumaine parue en 2014: Culorile rîndunicii, Polirom
- traduction allemande parue en 2017: Die Farben der Schwalbe, Verlag die Brotsuppe

### Autre
- Léman Noir, nouvelles inédites réunies par Marius Daniel Popescu, Lausanne, BSN Press, 2012, 224 p.
- Louise Anne Bouchard, L'Effet Popescu, BSN Press, 2012, 64 p. (ISBN 978-616-90781-9-7, présentation en ligne)

## Sources
- « Marius Daniel Popescu », sur la base de données des personnalités vaudoises sur la plateforme « Patrinum » de la Bibliothèque cantonale et universitaire de Lausanne.

## Entretiens radiophoniques
- France Culture, émission «Hors-champ», par Laure Adler, 23.02.2012.
- RTS Espace2, émission «Entre les lignes», par Jean-Michel Meyer, 23.02.2012.
- RTS La 1re, émission «Dans les bras du figuier», par Sonia Zoran, 08.01.2012.
- RSR La 1re, émission «La Soupe», par Florence Farion, 11.11.2007
- RSR La 1re, émission «Rien n’est joué!», par Lydia Gabor, 12.10.2007.
- France Culture, émission «Du jour au lendemain», par Alain Veinstein, 21.09.2007.
- RSR Espace2, émission «Entre les lignes», par Louis-Philippe Ruffy, 12.09.2007.
- RSR Espace2, émission «Entre les lignes», par Louis-Philippe Ruffy, 24.05.2004.